# 제1대 헤이스팅스 후작 프랜시스 로던헤이스팅스
제1대 헤이스팅스 후작 프랜시스 에드워드 로던헤이스팅스(Francis Edward Rawdon-Hastings, 1st Marquess of Hastings, KG, PC, 1754년 12월 9일 ~ 1826년 11월 28일)는 태어나서 1762년까지는 프랜시스 로던 경(The Honourable Francis Rawdon)이라고 불렸으며, 1762년부터 1783년까지는 로던 경(The Lord Rawdon)이라고 불렸고, 1793년부터 1816년까지는 모이라 백작(The Earl of Moira)으로 알려져 있었다. 그는 아일랜드계 영국인 정치인이자 장교로 1813년부터 1823년까지 인도 총독을 역임하였다. 그는 1790년 "헤이스팅스"(Hastings)라는 성을 외삼촌 제10대 헌팅던 백작 프랜시스 헤이스팅스의 유지에 따라서 붙이게 되었다.